# Jarosław Ferenc
Jarosław Ferenc (ur. 26 października 1968 w Krasnosielcu) – polski geograf i samorządowiec, od 2016 prezydent Radomska.

## Życiorys
W 1992 ukończył studia na kierunku geografia na Wydziale Biologii i Nauk o Ziemi Uniwersytetu Łódzkiego. W 2002 na Wydziale Nauk Geograficznych Uniwersytetu Łódzkiego uzyskał stopień doktora nauk o Ziemi na podstawie pracy pt. Uwarunkowania i funkcjonowanie systemu transportu miejskiego w przestrzeni Łodzi. Zawodowo związany początkowo z macierzystą uczelnią, w latach 1992–2002 pracował w Katedrze Zagospodarowania Środowiska i Polityki Przestrzennej.
Następnie zatrudniony w administracji lokalnej w Radomsku; kierował Biurem Promocji i Informacji oraz Miejskim Zespołem Reagowania w urzędzie miasta. W latach 2002–2006 pełnił funkcję zastępcy prezydenta Radomska ds. inwestycji i gospodarki. Sprawował także mandat radnego miejskiego. Od 2007 przez dziewięć lat pracował w samorządzie częstochowskim; do Częstochowy przeniósł się z inicjatywy jej prezydenta Tadeusza Wrony. Został tam naczelnikiem wydziałem rozwoju gospodarczego, a w 2014 głównym specjalistą w wydziale funduszy europejskich i rozwoju, gdzie zajmował się strategią rozwoju miasta.
W wyborach samorządowych w 2014 ubiegał się o funkcję prezydenta Radomska, przegrywając z Anną Milczanowską różnicą niespełna 300 głosów.
W 2016 wystartował w przedterminowych wyborach na prezydenta Radomska, o funkcję ubiegał się z ramienia komitetu Razem dla Radomska. Wybory zorganizowano po tym, jak dotychczasowa prezydent Anna Milczanowska objęła mandat posłanki. W drugiej turze głosowania z 21 lutego tegoż roku stosunkiem 8679 (63,75%) do 4935 głosów (36,25%) pokonał pełniącego funkcję prezydenta miasta Wiesława Kamińskiego z KW PiS (przy frekwencji 35,09%). Jego wybór wzbudził zainteresowanie mediów ogólnopolskich, jako że jego kontrkandydatem był wuj urzędującego prezydenta RP Andrzeja Dudy. Złożenie ślubowania i tym samym objęcie urzędu nastąpiło podczas sesji rady miasta z 29 lutego.
W 2018 z powodzeniem ubiegał się o reelekcję w wyborach samorządowych, wygrywając w drugiej turze z wynikiem 65,60% głosów. W 2023 nawiązał współpracę ze środowiskiem Bezpartyjnych Samorządowców. W 2024 został wybrany na kolejną kadencję (dostał 51,84% głosów w drugiej turze).

## Odznaczenia i wyróżnienia
Odznaczony Srebrnym Medalem „Za Zasługi dla Pożarnictwa” (2018) oraz Złotym Medalem za Zasługi dla Policji (2023). Wyróżniany także przez organizacje społeczne.

## Życie prywatne
Żonaty, ma dwie córki.